# Manoku
Manoku ist ein Ort im Südosten des Abemama-Atolls in den zum Inselstaat Kiribati gehörenden Gilbertinseln im Pazifischen Ozean. 2020 hatte der Ort 167 Einwohner.

## Geographie
Manoku liegt im Süden der langgestreckten Hauptinsel des Atolls Abemama, die dessen östlichen Riffsaum bildet. Die Siedlung befindet sich zwischen den Orten Tebanga im Norden und Kabangaki im Süden. Der Riffsaum ist hier ziemlich zerklüftet; er wird von mehreren schmalen Kanälen durchschnitten, die auf Dämmen überquert werden können. Am Nordrand der Siedlung befindet sich die Catholic Mission Church College School.

## Klima
Das Klima ist tropisch heiß, wird jedoch von ständig wehenden Winden gemäßigt. Ebenso wie die anderen Orte des Abemama-Atolls wird Manoku gelegentlich von Zyklonen heimgesucht.